# Vườn cây ăn trái

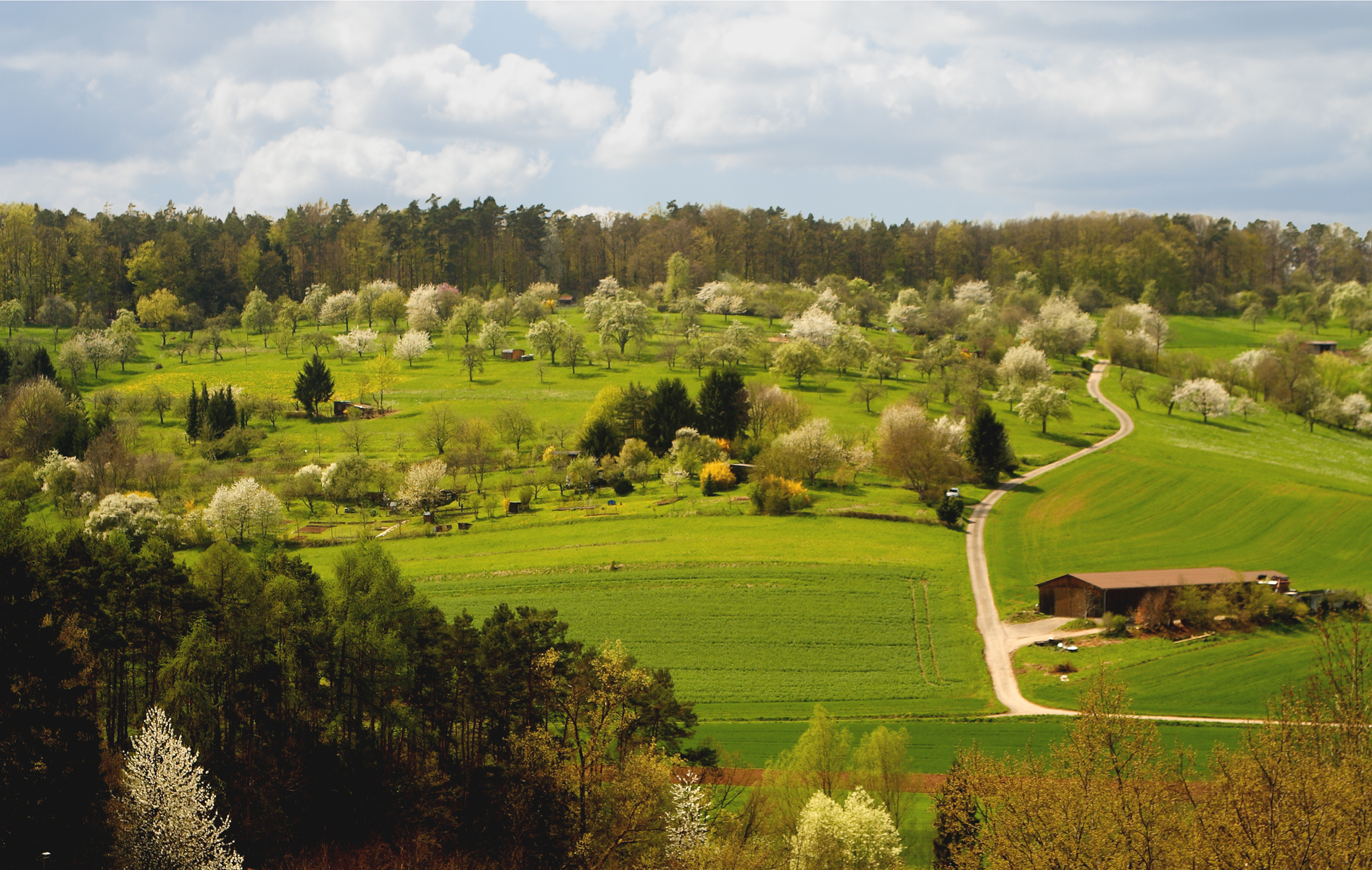
Một vườn cây ăn trái ở vùng ngoại ô

Vườn cây ăn trái hay vườn cây ăn quả hay gọi gọn vườn trái cây là một vườn cây được khai khẩn để trồng trọt các loại cây ăn trái, các loại cây bụi, cây quả mọng nhằm sản xuất, cung cấp lương thực cho phạm vi gia đình hoặc cung cấp các sản phẩm cây ăn trái trên thị trường.
Các vườn cây ăn trái bao gồm hoa quả hoặc quả hạch được trồng sản xuất phục vụ cho thương mại. Vườn cây ăn trái đôi khi cũng kiêm tính năng của khu vườn lớn phục vụ cho mục đích cảnh quan, thẩm mỹ cũng như mục đích sản xuất. Một khu vườn trái cây nói chung là đồng nghĩa với một vườn cây ăn quả.

## Tổng quan

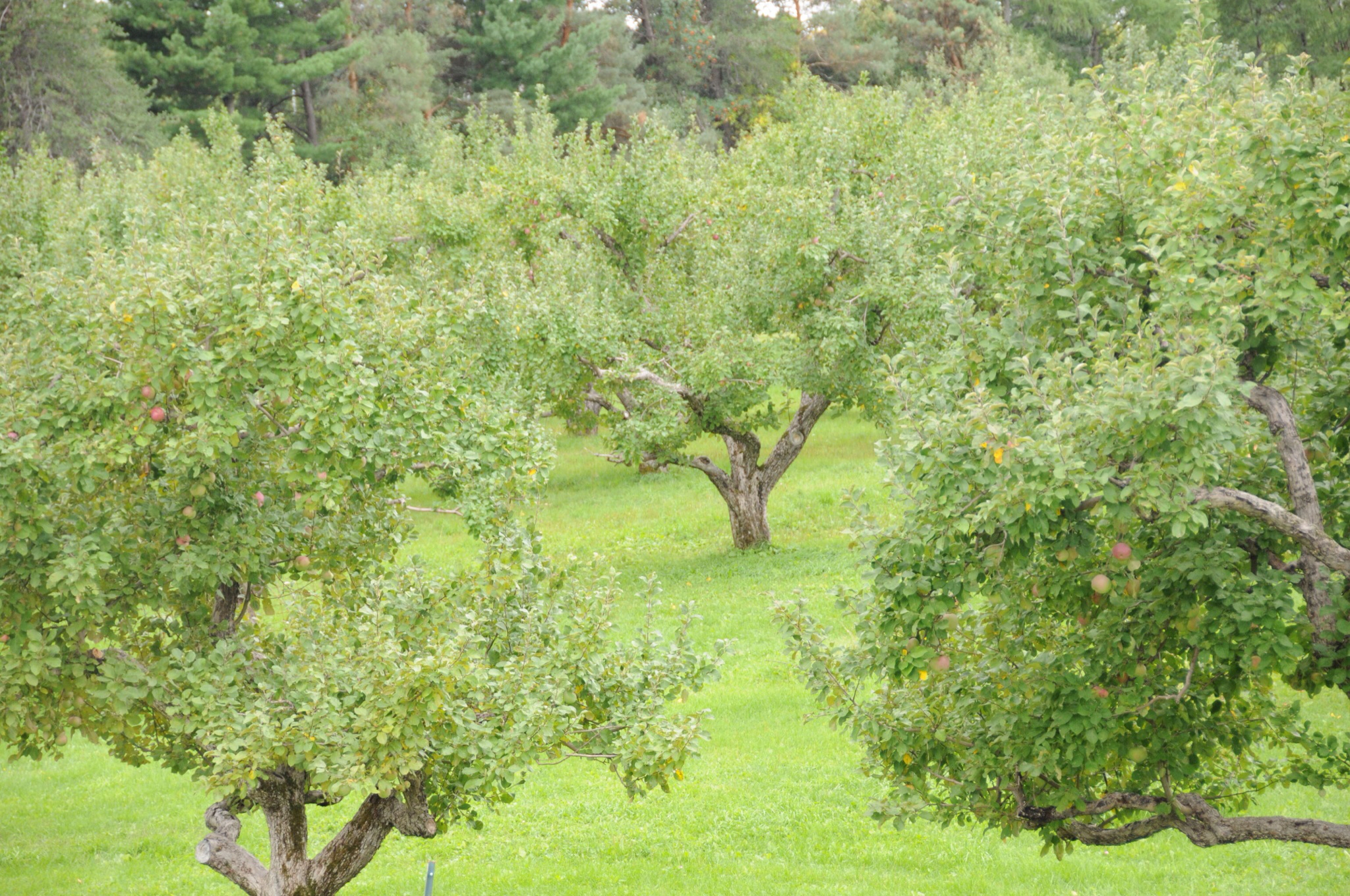
Một vườn cây

Cách bố trí của vườn cây ăn quả là kỹ thuật trồng các loại cây trồng trong một hệ thống thích hợp. Có nhiều phương pháp trồng và bố trí cây khác nhau trong đó có một số loại hình như: Trồng cây theo hình chữ nhật, hình tam giác, hình lục giác, đường thẳng đồng mức hoặc kiểu ruộng bậc thang...
- Vườn cây ở khu vực nhiệt đới gồm các loại như: Chuối, cacao, dừa, cà phê, sầu riêng, mít, ổi, mãng cầu, xoài, đu đủ, chôm chôm, trà...
- Vườn cây ở khu vực cận nhiệt đới gồm: Bơ, cam, chanh, mãng cầu, Ô liu....
- Vườn cây ở khu vực ôn đới bao gồm: Hạnh nhân, táo, mơ, quả mọng, việt quất, Dâu tây, lê, mận, nho, hồ đào, hồng, mâm xôi...

Các vườn cây ăn trái rộng lớn nhất ở Hoa Kỳ là những vườn cây trồng táo và cam. Khu vực vườn táo rộng lớn nhất là ở miền đông tiểu bang Washington. Vườn cam rộng nhất nằm ở Florida và miền nam California. Ở miền đông Bắc Mỹ, nhiều vườn cây ăn trái dọc theo bờ biển của hồ Michigan, hồ Erie, và hồ Ontario. Tại Canada, táo và các vườn cây ăn quả khác được phổ biến trên bán đảo Niagara, phía nam của hồ Ontario. Tại Việt Nam, nhiều vườn cây ăn trái có ở khu vực Đồng bằng sông Hồng và Đồng bằng sông Cửu Long, nhất là ở miền Tây Nam Bộ nơi có nhiều khu miệt vườn.